# Episodi di Dixon of Dock Green (terza stagione)
La terza stagione della serie televisiva Dixon of Dock Green è andata in onda nel Regno Unito dal 12 gennaio 1957 al 30 marzo 1957 su BBC One.
| nº | Titolo originale       | Prima TV UK      |
| -- | ---------------------- | ---------------- |
| 1  | Give a Dog a Good Name | 12 gennaio 1957  |
| 2  | George and the Dragon  | 19 gennaio 1957  |
| 3  | No Place Like Home     | 26 gennaio 1957  |
| 4  | The Silent House       | 2 febbraio 1957  |
| 5  | The December Boy       | 9 febbraio 1957  |
| 6  | The Black Noah         | 16 febbraio 1957 |
| 7  | False Alarm            | 23 febbraio 1957 |
| 8  | The Canon's Gaiters    | 2 marzo 1957     |
| 9  | Rock, Rattle and Roll  | 9 marzo 1957     |
| 10 | The Name Is MacNamara  | 16 marzo 1957    |
| 11 | The Gentle Scratcher   | 23 marzo 1957    |
| 12 | Silver Jubilee         | 30 marzo 1957    |

## Give a Dog a Good Name
- Prima televisiva: 12 gennaio 1957

### Trama
- Interpreti: Peter Byrne (detective Con. Andy Crawford), Dorothy Casey (Mrs. Hoskins), Robert Cawdron (detective Insp. Cherry), Barbara Couper (Jessie Jakes), Alexander Harris (Micky Gorgon), Jeanette Hutchinson (Mary Crawford), David Lyn (agente Jenkins), Moira Mannion (sergente Grace Millard), Arthur Rigby (sergente Flint), Roger Snowdon (Peke Ryan), Jack Warner (agente George Dixon), Jane Whiting (Fay), Neil Wilson (agente Tubb Barrell)

## George and the Dragon
- Prima televisiva: 19 gennaio 1957

### Trama
- Interpreti: Michael Balfour (Bill Nelson), Peter Byrne (detective Con. Andy Crawford), Barbara Couper (Jessie Jakes), Jeanette Hutchinson (Mary Crawford), David Lyn (agente Jenkins), Moira Mannion (sergente Grace Millard), Arthur Rigby (sergente Flint), Jack Warner (agente George Dixon), Neil Wilson (agente Tubb Barrell), Pearl Winkworth (Maisie)

## No Place Like Home
- Prima televisiva: 26 gennaio 1957

### Trama
- Interpreti: Hilda Barry (Nancy), Peter Byrne (detective Con. Andy Crawford), Hugh David (Percy), Gloria Gaynor (Kathleen), Jeanette Hutchinson (Mary Crawford), Moultrie Kelsall (Regan), David Lyn (agente Jenkins), Moira Mannion (sergente Grace Millard), Mignon O'Doherty (Maggie), Arthur Rigby (sergente Flint), Jack Warner (agente George Dixon), Neil Wilson (agente Tubb Barrell)

## The Silent House
- Prima televisiva: 2 febbraio 1957

### Trama
- Interpreti: Bruno Barnabe (Tom Rowlands), Dennis Brian (Police Driver), Peter Byrne (detective Con. Andy Crawford), Isabel Dean (Mrs. Dyce), Jeanette Hutchinson (Mary Crawford), Gitta Kovacs (Gypsy Girl), David Lyn (agente Jenkins), Moira Mannion (sergente Grace Millard), Arthur Mason (Gypsy Youth), Maureen Pryor (Laura Benham), Arthur Rigby (sergente Flint), Beatrice Varley (Mrs. Groome), Jack Warner (agente George Dixon), Neil Wilson (agente Tubb Barrell)

## The December Boy
- Prima televisiva: 9 febbraio 1957

### Trama
- Interpreti: Peter Byrne (detective Con. Andy Crawford), Derek Freeman (Glyn Martin), Jeanette Hutchinson (Mary Crawford), Sam Kydd (Mr. Jenner), Arthur Lovegrove (Chippy Martin), David Lyn (agente Jenkins), Moira Mannion (sergente Grace Millard), Arthur Rigby (sergente Flint), Jack Warner (agente George Dixon), Neil Wilson (agente Tubb Barrell)

## The Black Noah
- Prima televisiva: 16 febbraio 1957

### Trama
- Interpreti: Diana Beaumont (donna), Peter Byrne (detective Con. Andy Crawford), Laidlaw Dalling (Jacky), Mark Daly (Ben), Jeanette Hutchinson (Mary Crawford), Carole Lorimer (Lesley Saunders), David Lyn (agente Jenkins), Moira Mannion (sergente Grace Millard), Uriel Porter (Noah Timony), Arthur Rigby (sergente Flint), Joseph Rosehn (marinaio), Jack Warner (agente George Dixon), Neil Wilson (agente Tubb Barrell), Joan Young (Florrie Coss)

## False Alarm
- Prima televisiva: 23 febbraio 1957

### Trama
- Interpreti: Madge Brindley (Mrs. Richards), Peter Byrne (detective Con. Andy Crawford), David Coote (Chris Molloy), Liz Fraser (Jeannie Richards), Murray Hayne (Bill Sparkes), Mary Hignett (Mrs. Molloy), Jeanette Hutchinson (Mary Crawford), David Lyn (agente Jenkins), Moira Mannion (sergente Grace Millard), Peter Muscant (Young Lad), Arthur Rigby (sergente Flint), John Vere (Mr. Moxey), Jack Warner (agente George Dixon), Neil Wilson (agente Tubb Barrell), George Woodbridge (Sam Molloy)

## The Canon's Gaiters
- Prima televisiva: 2 marzo 1957

### Trama
- Interpreti: Peter Byrne (detective Con. Andy Crawford), Jefferson Clifford (Billy the Tramp), Maureen Davis (May), Arthur Howard (Canon), Jeanette Hutchinson (Mary Crawford), David Lyn (agente Jenkins), Moira Mannion (sergente Grace Millard), Arthur Rigby (sergente Flint), Peter Van Eyssenn (Tony), Jack Warner (agente George Dixon), Neil Wilson (agente Tubb Barrell)

## Rock, Rattle and Roll
- Prima televisiva: 9 marzo 1957

### Trama
- Interpreti: Frank Atkinson (Jess), Mae Bacon (Jill Harvey), Peter Byrne (detective Con. Andy Crawford), Ronald Clarke (Jim), Shane Cordell (Marlene), Eric Dodson (Mr. Bell), Jeanette Hutchinson (Mary Crawford), Jill Johnson (Daisy), Harry Locke (Bill Harvey), David Lyn (agente Jenkins), Moira Mannion (sergente Grace Millard), Arthur Mason (Barney), Norman Osborne (Chris), Arthur Rigby (sergente Flint), George Thomas (Eddie), Diane Todd (Dor), Jack Warner (agente George Dixon), Neil Wilson (agente Tubb Barrell)

## The Name Is MacNamara
- Prima televisiva: 16 marzo 1957

### Trama
- Interpreti: Peter Byrne (detective Con. Andy Crawford), Zinnia Charlton (Miss Dubery), Amy Dalby (Mrs. Coker), Shay Gorman (MacNamara), Jeanette Hutchinson (Mary Crawford), David Lyn (agente Jenkins), Moira Mannion (sergente Grace Millard), Allen Penelope (School Girl), Arthur Rigby (sergente Flint), Sheila Rigby (Miss Mercer), Sidney Vivian (Bertie Brew), Jack Warner (agente George Dixon), Neil Wilson (agente Tubb Barrell)

## The Gentle Scratcher
- Prima televisiva: 23 marzo 1957

### Trama
- Interpreti: Peter Byrne (detective Con. Andy Crawford), Campbell Gray (Mr. Burns), Philip Howard (Joe, the Barman), Jeanette Hutchinson (Mary Crawford), David Lyn (agente Jenkins), Moira Mannion (sergente Grace Millard), Lloyd Pearson (Fred Fable), Arthur Rigby (sergente Flint), Mary Russell (Mrs. Dunn), Anthony Sagar (detective Sgt. Brownrigg), Keith W. Smith (Steve), Jean Taylor Smith (Olive Fable), Jack Warner (agente George Dixon), Neil Wilson (agente Tubb Barrell)

## Silver Jubilee
- Prima televisiva: 30 marzo 1957

### Trama
- Interpreti: John Arnatt (ispettore Dix), Peter Byrne (detective Con. Andy Crawford), Robin Ford (Charlie), Dorothy Gordon (Bessie Reed), Philip Howard (Joe, the Barman), Jeanette Hutchinson (Mary Crawford), Charles Lamb (Ives), David Lyn (agente Jenkins), Moira Mannion (sergente Grace Millard), Arthur Rigby (sergente Flint), Jack Warner (agente George Dixon), Robin Willott (Alie Soames), Neil Wilson (agente Tubb Barrell)